# SIG Sauer P239
La SIG P239 es una pistola semiautomática diseñada y fabricada en Suiza por Swiss Arms, anteriormente SIG Arms AG (distribuida en Estados Unidos por SIG Sauer). Es ofrecida para tres cartuchos: 9 x 19 Parabellum, .357 SIG y .40 S&W.
Con una longitud total de 168 mm, una altura de 132 mm, y un peso de aproximadamente 710-770 g descargada (dependiendo del calibre), la P239 se hizo popular en los Estados Unidos como arma de porte oculto. La capacidad de cargador normal es de 8 cartuchos (9 mm Parabellum) o 7 (.357 SIG y .40 S&W).